# Campillo de Llerena
Campillo de Llerena település Spanyolországban, Badajoz tartományban. Campillo de Llerena Peraleda del Zaucejo, Azuaga, Maguilla, Valencia de las Torres, Hornachos, Retamal de Llerena, Valle de la Serena és Zalamea de la Serena községekkel határos. Lakosainak száma 1314 fő (2024).

## Népesség
A település népessége az utóbbi években az alábbiak szerint változott:
| Lakosok száma | 1734 | 1655 | 1605 | 1518 | 1461 | 1424 | 1406 | 1360 | 1333 | 1314 |
|               | 2001 | 2004 | 2006 | 2009 | 2011 | 2014 | 2016 | 2019 | 2021 | 2024 |